# مسجد ورگرموئه خالدآباد
مسجد ورگرموئه خالد آباد مربوط به دوره صفوی است و در شهرستان نطنز، روستای خالدآباد واقع شده و این اثر در تاریخ ۳۰ تیر ۱۳۸۴ با شمارهٔ ثبت ۱۲۱۱۱ به‌عنوان یکی از آثار ملی ایران به ثبت رسیده است.